# اسلام عبدالله‌اف
اسلام عبدالله‌اف (ترکی آذربایجانی: İslam Abdullayev; دسامبر ۱۸۷۶ – ۲۲ سپتامبر ۱۹۶۴) خواننده موسیقی‌های مقامی آذربایجانی و خادم هنر افتخاری آذربایجان شوروی بود.

## زندگی
اسلام عبدالله‌اف در ماه دسامبر سال ۱۸۷۶ در شهر شوشی چشم به دنیا گشود. آموزش عالی خود در رشته موسیقی آذربایجانی را در شهر شوشی پشت سر گذاشت. اسلام عبدالله‌اف به اجرای منحصر به فرد موسیقی مقامی «سه‌گاه» آوازه فروانی دارد. میر محسن نواب، موسیقی‌دان موسیقی آذربایجانی، که در سال ۱۸۸۳ گردهمایی خوانندگان را در شهر شوشی پایه‌ریزی کرده بود، از اسلام عبدالله‌اف برای پیوستن بدین محفل هنری دعوت به عمل آورد. بدین ترتیب، اسلام عبدالله‌اف دانش‌های زیادی راجع به موسیقی را از خوانندگانی همچون میر محسن نواب، حاجی هوسو، «مشهدی ایسی»، «میرزا مختار محمدف»، «دلی اسماعیل» و «کشتازلی هاشم» فراگرفت و در همراهی صادق‌جان روی صحنه می‌رفت. اولین باری که اسلام عبدالله‌اف سه‌گاه خواند، در مراسم عروسی پسر صادق‌جان رقم خورد. این اجرا شهرت فروانی به او به ارمغان آورد. در سالهای ۱۹۰۱ تا ۱۹۰۵ با قربان پریموف به عنوان اعضای گروه‌های موسیقی قره باغ و گنجه روی صحنه می‌رفت.
به این خاطر که اسلام عبدالله‌اف به موسیقی مقامی علاقه شدیدی داشت و همه انواع این رشته موسیقی نظیر «زابول سه‌گاه»، «میرزا حسین»، «اورتا سه‌گاه» و «خریج سه‌گاه» را ماهرانه اجرا می‌کرد، مردم عامیانه به وی «سه‌گاه اسلام» لقب داده بودند. بین سال‌های ۱۹۱۰ الی ۱۹۱۵ بود، که شرکت‌های ضبط صدای «Sport-Record» و «Extrafon» اجراهای سه‌گاه، «بایاتی قاجار»، «شاهناز»، «شوشتری» و سایر تصنیف‌ها توسط اسلام عبدالله‌اف را روی صفحه گرامافون ضبط کردند.
اسلام عبدالله‌اف همچنین معلم بود. وی به عنوان مربی نقش بزرگی در پرورش خوانندگانی مانند خان شوشینسکی، یعقوب محمدف و «صاحب شوکوروف» ایفا کرد. برای مدتی ریاست مدرسه موسیقی شوشی را بر عهده گرفت و یک ارکستر سازهای محلی در گنجه بنیانگذاری کرد. اندکی قبل از پایان عمر به آغ‌دام نقل مکان کرد و در یک مدرسه موسیقی به تدریس موسیقی مقامی پرداخت و معلم بسیاری از خوانندگان معروف آینده شد.
اسلام عبدالله‌اف در ۲۲ سپتامبر سال ۱۹۶۴ در شهر باکو درگذشت.